# Mikkel Beck
Pour les articles homonymes, voir Beck.
Mikkel Venge Beck est un ancien footballeur danois, né le 12 mai 1973 à Aarhus (Danemark), ayant notamment joué au LOSC.

## Carrière
Cet attaquant de grande taille était utilisé comme pivot par Vahid Halilhodžić mais a beaucoup souffert en découvrant la division 1 française en 2000. Pratiquant un jeu physique, il fut la cible des arbitres (notamment lors d'un tristement célèbre Lille-Sochaux).
En délicatesse avec sa cheville droite à partir de janvier 2002, le joueur pratique, durant l'été 2002, un arthroscanner de la tibio-parsienne droite dans une clinique de la métropole Lilloise. À l'issue de cet examen, la jambe du footballeur se met à gonfler démesurément. Quelques jours plus tard, le verdict médical tombe : le CHR de Lille met en évidence la présence d'un streptocoque, une bactérie infectieuse, qui le rendra inapte à poursuivre sa carrière professionnelle.
Beck est aujourd'hui agent de joueurs (Túlio de Melo, Lucas Digne et Nicolas Isimat-Mirin). Il a été suspendu de cette fonction deux fois à la suite de transferts pour lesquels il représentait le club ainsi que le club.
| Saison      | Club                        | Pays       | Championnat    | Championnat | Championnat | Championnat  | Championnat  | Europe | Europe | Europe |
| Saison      | Club                        | Pays       | Division       | Matchs      | Buts        | Cartons      | Cartons      | Coupe  | Matchs | Buts   |
| Saison      | Club                        | Pays       | Division       | Matchs      | Buts        | Carton jaune | Carton rouge | Coupe  | Matchs | Buts   |
| ----------- | --------------------------- | ---------- | -------------- | ----------- | ----------- | ------------ | ------------ | ------ | ------ | ------ |
| 19?? - 19?? | Bramdrupdam G&IF            | Danemark   | ?              | ?           | ?           | ?            | ?            | /      | -      | -      |
| 19?? - 1992 | Kolding FC                  | Danemark   | ?              | ?           | ?           | ?            | ?            | /      | -      | -      |
| 1992 - 1993 | B 1909 Odense               | Danemark   | Championnat    | 13          | 2           | ?            | ?            | /      | -      | -      |
| 1993 - 1994 | SC Fortuna Cologne          | Allemagne  | Bundesliga 2   | 32          | 8           | ?            | ?            | /      | -      | -      |
| 1994 - 1995 | SC Fortuna Cologne          | Allemagne  | Bundesliga 2   | 19          | 11          | ?            | ?            | /      | -      | -      |
| 1995 - 1996 | SC Fortuna Cologne          | Allemagne  | Bundesliga 2   | 28          | 7           | ?            | ?            | /      | -      | -      |
| 1996 - 1997 | Middlesbrough Football Club | Angleterre | Premier League | 25          | 5           | ?            | ?            | /      | -      | -      |
| 1997 - 1998 | Middlesbrough Football Club | Angleterre | Championship   | 39          | 14          | ?            | ?            | /      | -      | -      |
| 1998 - 1999 | Middlesbrough Football Club | Angleterre | Premier League | 27          | 5           | ?            | ?            | /      | -      | -      |
| 1998 - 1999 | Derby County                | Angleterre | Premier League | 7           | 1           | ?            | ?            | /      | -      | -      |
| 1999 - 2000 | Derby County                | Angleterre | Premier League | 11          | 1           | ?            | ?            | /      | -      | -      |
| 1999 - 2000 | Nottingham Forest           | Angleterre | Championship   | 5           | 1           | ?            | ?            | /      | -      | -      |
| 1999 - 2000 | Queens Park Rangers         | Angleterre | Championship   | 11          | 4           | ?            | ?            | /      | -      | -      |
| 1999 - 2000 | AaB Ålborg                  | Danemark   | Championnat    | 10          | 8           | ?            | ?            | /      | -      | -      |
| 2000 - 2001 | Lille OSC                   | France     | Ligue 1        | 22          | 4           | ?            | ?            | /      | -      | -      |
| 2001 - 2002 | Lille OSC                   | France     | Ligue 1        | 11          | 1           | ?            | ?            | C1+C3  | 4+1    | 0+0    |
| 2001 - 2002 | AaB Ålborg                  | Danemark   | Championnat    | 12          | 4           | ?            | ?            | /      | -      | -      |

### En équipe nationale
- Première sélection A : le 31 mai 1995 (Helsinki)  Finlande 0-1  Danemark (Amical)

| Saison    | Club                        | Sélections |
| --------- | --------------------------- | ---------- |
| 1994-1995 | SC Fortuna Cologne          | 2          |
| 1995-1996 | SC Fortuna Cologne          | 9          |
| 1996-1997 | Middlesbrough Football Club | 2          |
| 1997-1998 | Middlesbrough Football Club | 1          |
| 1998-1999 | Middlesbrough Football Club | 2          |
| 1999-2000 | AaB Ålborg                  | 3          |
| TOTAL     | TOTAL                       | 19         |